# Lobatopedis elegans
Lobatopedis elegans är en svampart som beskrevs av P.M. Kirk 1982. Lobatopedis elegans ingår i släktet Lobatopedis, divisionen sporsäcksvampar och riket svampar.   Inga underarter finns listade i Catalogue of Life.